# Подільська губернія
48°40′00″ пн. ш. 26°35′00″ сх. д. / 48.666666666667° пн. ш. 26.583333333333° сх. д.
Поді́льська губе́рнія — українська губернія на території східного Поділля: від 1797 року входила до Російської імперії, після Української революції в складі УНР; Української Держави, потім до 1925 року — в складі УСРР. Нині це переважно територія Хмельницької, Вінницької, частково Одеської, Кіровоградської, Миколаївської областей та Молдови.

## Географія
Межувала на заході з Австро-Угорщиною (Королівство Галичини і Володимирії), причому протягом близько 180 км межу складала річка Збруч, ліва притока Дністра; на півночі — з Волинською губернією, на сході — з Київською губернією, на південному сході і частково на півдні — з Херсонською, на південному заході — з Бессарабською губернією, від якої відділялася річкою Дністер.
Межею між Подільською та Херсонською губерніями були річки Кодима та Ягорлик, повторюючи південний кордон Речі Посполитої з Єдисаном
- до Бучацького миру 1672 та після Карловицького конгресу 1699 — з Османською імперією
- у 1774—1783 роках, після Кючук-Кайнарджійського договору — з Кримським Ханством
- у 1783-91 роках, після анексії Кримського Ханства Росією і до Ясського договору — з Османською імперією
- у 1792-93 роках, до другого поділу Польщі — з Катеринославським намісництвом Російської імперії.

Площа — 42 400 км².

### Рельєф
Рельєф поверхні дуже складний завдяки, головним чином, розмиваючій діяльності річок. Загалом площу губернії представляло піднесене плато, що трохи знижувалося у напрямку з північного заходу до південного сходу і було перетнуте численними і глибокими річковими долинами; плато це продовжувалося на північ у Волинську губернію, на північний схід в Київську, на захід зливалося з Галицькою височиною, але з Карпатами ні орографічного, ні геологічного зв'язку не мало. Найбільш піднесені точки губернії знаходилися на північному заході.
У глибоких долинах річок абсолютні висоти спускалися до 121 м. Від вододілів між головними річками йшли на всі боки пологі схили, які потім круто обривалися в річкові долини. Південна частина губернії (по Дністру і його притоках) була сильніше порізана долинами і більш розчленована, ніж північна. У Кам'янець-Подільському повіті проходив чудовий ланцюг загострених горбів (мшанкових атолів), відомих під ім'ям Товтрів, або гір Медоборських. Великих низовин в Подільській губернії не було.

### Водні ресурси
Найголовніші річки: Дністер і Південний Буг.
Дністер належав Подільській губернії впродовж 442,7 км (від гирла Збруча до гирла Ягорлика), складаючи природну її межу з Бессарабською губернією, і на всьому цьому протязі був судноплавним. Найважливіші його притоки в межах Подільської губернії — Збруч, Смотрич, Юшечка, Калюс, Лядава, Мурафа і Ягорлик, всі вони несудноплавні, текли вельми швидко в глибоких ущелинах і живилися не тільки атмосферними, але і ґрунтовими водами.
Буг протікав в Подільській губернії впродовж 542 км. (від с. Глядки до гирла Синюхи), був несудноплавним, з повільною течією, в болотистих берегах; такі ж і його притоки — Вовк, Бужок, Іква, Снівода, Десна, Згар, Рів, Соб, Синюха, Кодима.
Озер в Подільській губернії не було; з боліт найзначніші знаходились по річці Вовк, в Проскурівському повіті; по притоках Бугу було багато ставків.

### Ґрунти
Переважають сірі лісові ґрунти та чорноземи опідзолені. Геологічна будова Подільської губернії була досить складна і різноманітна. По р. Бугу і деяких його притоках виступали граніти; у глибокій долині Дністра і по його притоках оголювалися силурійські і крейдяні відкладення; велика частина губернії була покрита третинними відкладеннями, що складалися головним чином з вапняків (у східній смузі губернії — з пісків так званого Балтського ярусу); у Вінницькому, Брацлавському і Гайсинському повітах зустрічалися піски, ймовірно, нижньотретинні, рясні підземні води витікали у вигляді джерел на верхньому спаї силурійських відкладень. З корисних копалини в Подільській губернії зустрічалися будівельні камені щільні вапняки, третинні м'які «пильні камені», літографський камінь, гіпс, фосфорити, жерновики).
Ліси складалися майже виключно з листяних порід (дуб, граб, берест, ясен, клен, береза, липа, осика, верба, черешня і ін.).
Ліси становили всього 11,7 % загальної площі зручних земель; вони були розподілені досить рівномірно. Найменше лісів було в повітах Проскурівському (5,7 %) і Балтському (7,9 %). Великих суцільних просторів лісів і боліт не було.

## Адміністративний поділ

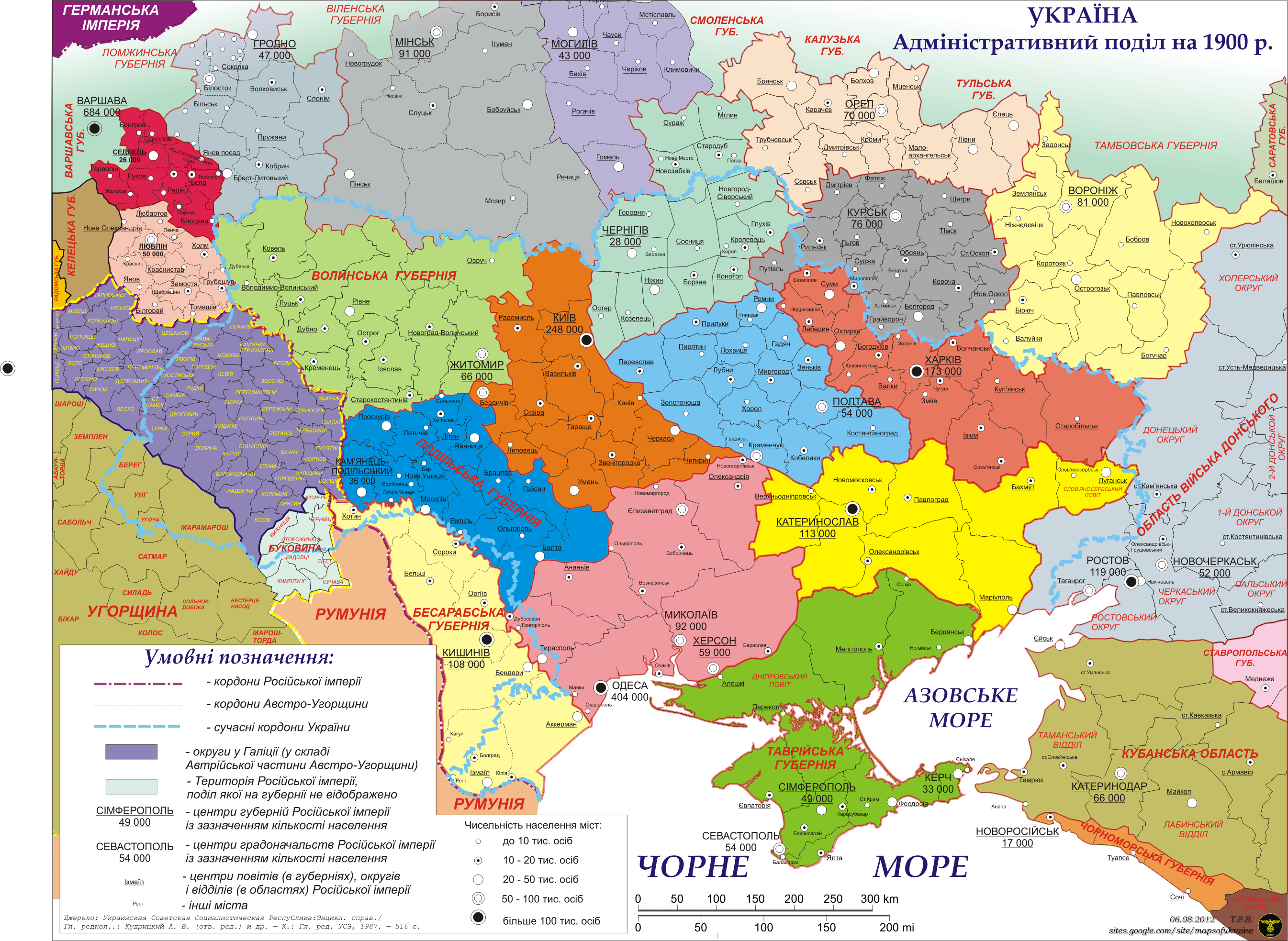
Подільська губернія 1900 рік

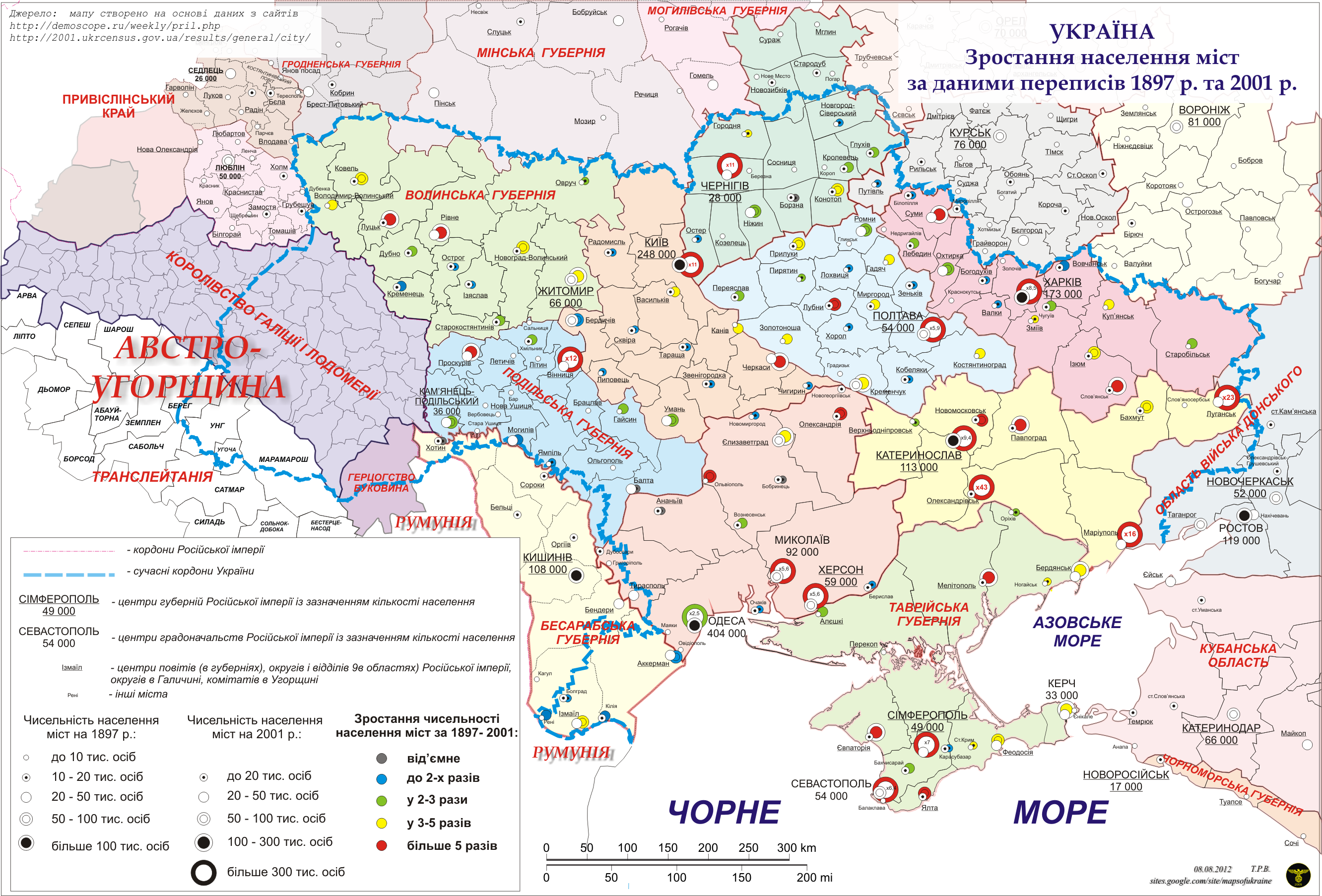
Подільська губернія зростання населення міст за даними переписів 1897 року

Центр — Кам'янець-Подільський до 1914, до 1925 — Вінниця.
У 1820 році губернія складалася з 12 повітів.
Після Польського повстання 1830—1831 у представників польської шляхти, що підтримали його, були конфісковані маєтки, на основі яких створено 3 округи військових поселень з центрами в Ладижині Гайсинського повіту, Меджибожі Летичівського повіту і Саврані Балтського повіту.
У 1880 губернія складалася з 12 повітів, в межах яких нараховувалося 12 повітових і 2 заштатних (приписних) міста і 83 містечка. У 1905 році було 12 повітових і 5 заштатних міст, одне безповітове місто Жмеринка та 121 містечко

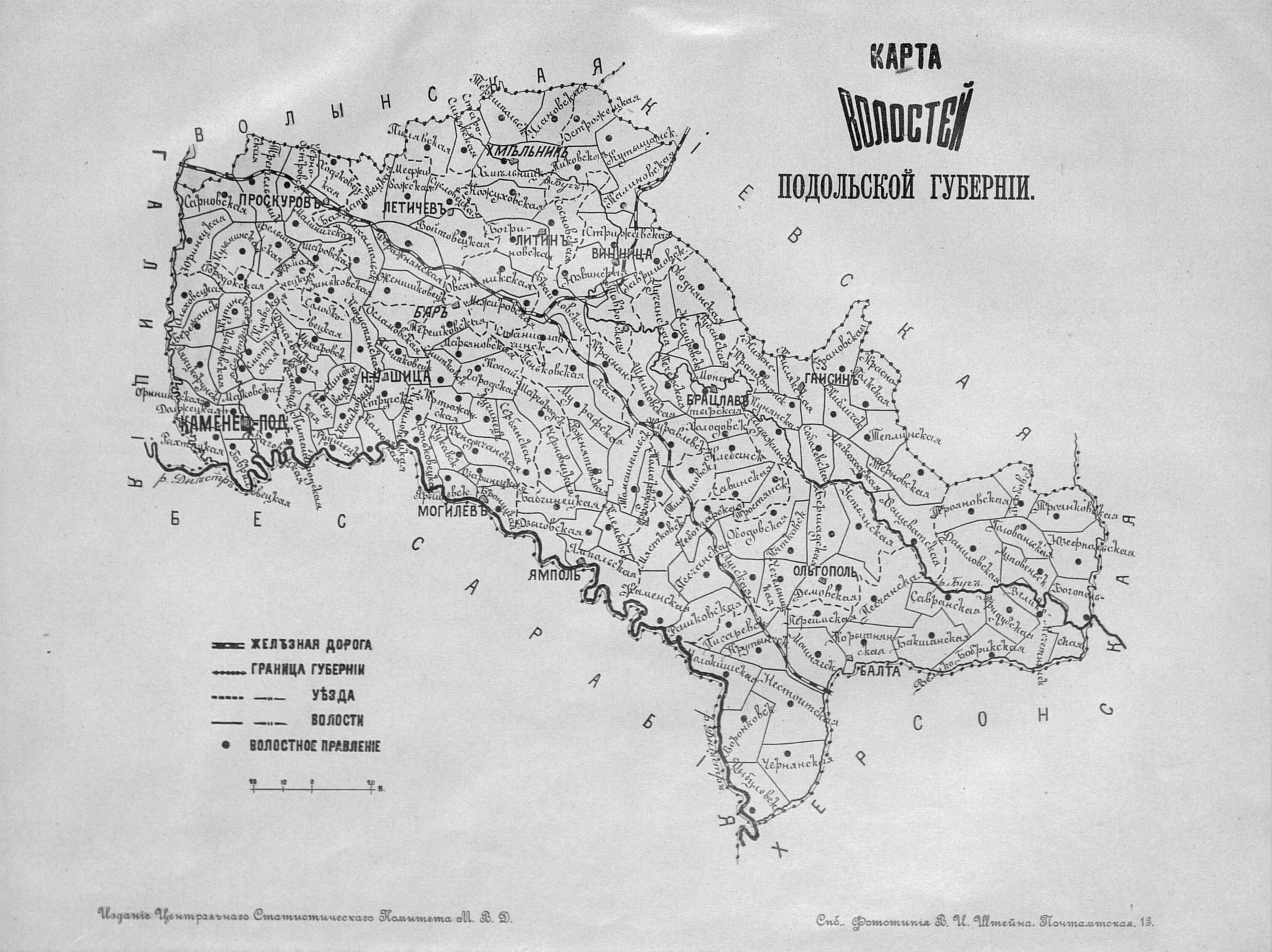
Волості Подільскої губернії

Згідно перепису 1897 року, в склад губернії входило 12 повітів:
| №  | Повіт                 | Повітове місто                    | Площа, верст² | Населення (1897), осіб |
| -- | --------------------- | --------------------------------- | ------------- | ---------------------- |
| 1  | Балтський             | Балта (23 363 осіб)               | 6824,1        | 391 018                |
| 2  | Брацлавський          | Брацлав (7863 осіб)               | 2706,3        | 241 868                |
| 3  | Вінницький            | Вінниця (30 563 осіб)             | 2619,3        | 248 314                |
| 4  | Гайсинський           | Гайсин (9 374 осіб)               | 2972,7        | 248 142                |
| 5  | Кам'янець-Подільський | Кам'янець-Подільськ (35 934 осіб) | 2534,3        | 266 350                |
| 6  | Летичівський          | Летичів (7 248 осіб)              | 2371,7        | 184 477                |
| 7  | Літинський            | Літин (9420 осіб)                 | 2919,0        | 210 502                |
| 8  | Могилівський          | Могилів-на-Дністрі (22 315 осіб)  | 2413,0        | 227 672                |
| 9  | Ушицький              | Нова Ушиця (6371 осіб)            | 2495,7        | 223 312                |
| 10 | Ольгопільский         | Ольгопіль (8134 осіб)             | 3521,9        | 284 253                |
| 11 | Проскурівський        | Проскурів (22 855 осіб)           | 2364,6        | 226 091                |
| 12 | Ямпільський           | Ямпіль (6 605 осіб)               | 3179,1        | 266 300                |

31 січня 1923 року були ліквідовані Литинський, Летичівський, Ушицький, Ямпольський, Жмеринський і Ольгопільський повіти.

### Губернатори Подільської губернії

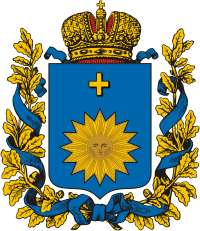

- 01.09.1915–1917 Олександр Петрович М'якінін, губернатор
- 12.09.1911–1915 Олексій Миколайович Ігнатьєв (1874—1948), губернатор
- 1908—1914 Федір Федорович Трепов (13.05.1854–1938), генерал-губернатор
- 1905—1908 Володимир Олександрович Сухомлинов (4.08.1848—2.02.1926), генерал—губернатор
- 06.1904— .05.1905 Миколай Васильович Клейгельс (25.11.1850—20.07.1916), генерал—губернатор
- 14.02.1901—.09.1911 Олександр Олександрович Ейлер (5.02.1855—28.03.1920), губернатор
- 1898—1904 Михайло Іванович Драгомиров (8.11.1830–15.10.1905), генерал-губернатор
- 9.04.1896— 9.02.1901 Михайло Костянтинович Сем'якін, губернатор
- 17.02.1894—25.11.1895 Олександр Олексійович Баумгартен, губернатор
- 23.09.1892—31.01.1894 Олександр Олексійович Наришкін (1839—1916), губернатор
- 08.1889— .12.1897 Олексій Павлович Ігнатьєв (22.05.1842—9.12.1906), генерал-губернатор
- 5.06.1885—31.08.1892 Василь Матвійович Глинка (1836—1902), губернатор
- 24.07.1884— 5.06.1885 Віктор Вільгельмович фон Валь (1840—7.02.1915), губернатор
- 8.07.1882–19.07.1884 Дмитро Миколайович Батюшков, губернатор
- 01.1881–15.07.1888 Олександр Романович Дрентельн, (7.03.1820–15.07.1888) генерал-губернатор
- 15.06.1879–18.06.1882 Леонід Олександрович Милорадович (19.12.1841—7.04.1908), губернатор
- 09.1877—.01.1881 Михайло Іванович Чертков (2.08.1829–16.10.1905), тимчасовий генерал-губернатор
- 23.08.1877—23.05.1879 Сергій Миколайович Гудим-Левкович, губернатор
- 11.05.1873— 8.08.1877 Олександр Сергійович Муханов (1835—1877), губернатор
- 14.11.1869—11.05.1873 Іван Васильович Мещерський (29.06.1827—), губернатор
- 01.1869–1881 Олександр Михайлович Дондуков-Корсаков (12.09.1820–15.04.1893), генерал-губернатор
- 1.01.1866 [1.01.1867]—5.10.1869 Олександр Дмитрович Горемикін (10.01.1832—8.06.1904), губернатор
- 01.1865—30.12.1868 Олександр Павлович Безак (24.04.1801—30.12.1868), генерал-губернатор
- 13.07.1864— 1.01.1866 Микола Миколайович Сухотін, губернатор
- 3.08.1860[23.04.1861]—12.06.1864 Рудольф Іванович Брауншвейг, губернатор
- 12.1862— .01.1865 Микола Миколайович Анненков (6.12.1799—25.11.1865), військовий губернатор
- 23.11.1856— 3.04.1860 Володимир Пилипович Пфелер, губернатор
- 13.06.1854[19.03.1855]—6.11.1856 Михайло Васильович Степанов, губернатор
- 9.12.1852–13.06.1854 Андрій Миколайович Вяземський, губернатор
- 1852—1862 Іларіон Іларіонович Васильчиков (−1863), військовий губернатор
- 29.11.1849— 9.12.1852 Володимир Єгорович Анненков, губернатор
- 14.11.1846—22.11.1849 Василь Семенович Сотников, губернатор
- 3.05.1842–14.11.1846 Афанасій Олександрович Радищев (1796—1881), губернатор
- 13.11.1840—30.11.1841 Карл Якович Фліге, губернатор
- 27.01.1839–13.11.1840 Павло Іванович Петров, губернатор
- 12.1837— .08.1852 Дмитро Гаврилович Бібіков (18.03.1791—22.02.1870), військовий губернатор
- 1835—1837 Олександр Дмитрович Гур'єв (31.05.1786–16.12.1865), військовий губернатор
- 17.10.1835—27.01.1839 Григорій Сергійович Лошкарьов, губернатор
- 15.12.1834–17.10.1835 Павло Петрович Турчанінов, губернатор
- 15.10.1833—25.07.1834 Григорій Сергійович Лошкарьов, губернатор
- 01.1832–1835 Василь Васильович Левашов (10.10.1783—23.09.1848), генерал—губернатор
- 02.1831—.01.1832 Василь Васильович Левашов (10.10.1783—23.09.1848), тимчасовий генерал-губернатор
- 11.1830— 1.02.1831 Яків Олексійович Потьомкін (16.10.1781—1.02.1831), тимчасовий генерал—губернатор
- 22.02.1831–14.05.1833 Федір Петрович Луб'яновський (9.08.1777—2.02.1869), губернатор
- 31.12.1823—22.02.1831 Миколай Мартинович Грохольський, губернатор
- 1816—1822 Станіслав Іванович Павловський, губернатор
- 08.1814— .08.1825 Олексій Миколайович Бахметьєв (1774–15.09.1841), військовий губернатор
- 1811—1816 Франц Карлович Сен-Прі, губернатор
- 1808—1811 Петро Максимович Литвинов, губернатор
- 1808—1808 Петро Іванович фон Берг, губернатор
- 1801—1808 Володимир Іванович Чевкін (1754—1831), губернатор
- 17.04.1800— 1801 Карл Іванович Тензен, губернатор
- 10.07.1798–17.04.1800 Олексій Євстахійович Юзефович, губернатор
- 1798—1799 Іван Васильович Гудович (11.11.1732—22.01.1820), генерал-губернатор
- 26.04.1797–1798 Петро Миколайович Янов, губернатор
- 4.12.1796—.03.1798 Олександр Андрійович Беклешов (1.03.1745—24.07.1808), генерал-губернатор
- 1795—1797 Микола Олексійович Вердеревський, губернатор
- 1795—1796 Тимофій Іванович Тутолмін (3.01.1740—1.10.1809), генерал-губернатор

(джерело)

### Подільська губернія в 1917—1920 роках

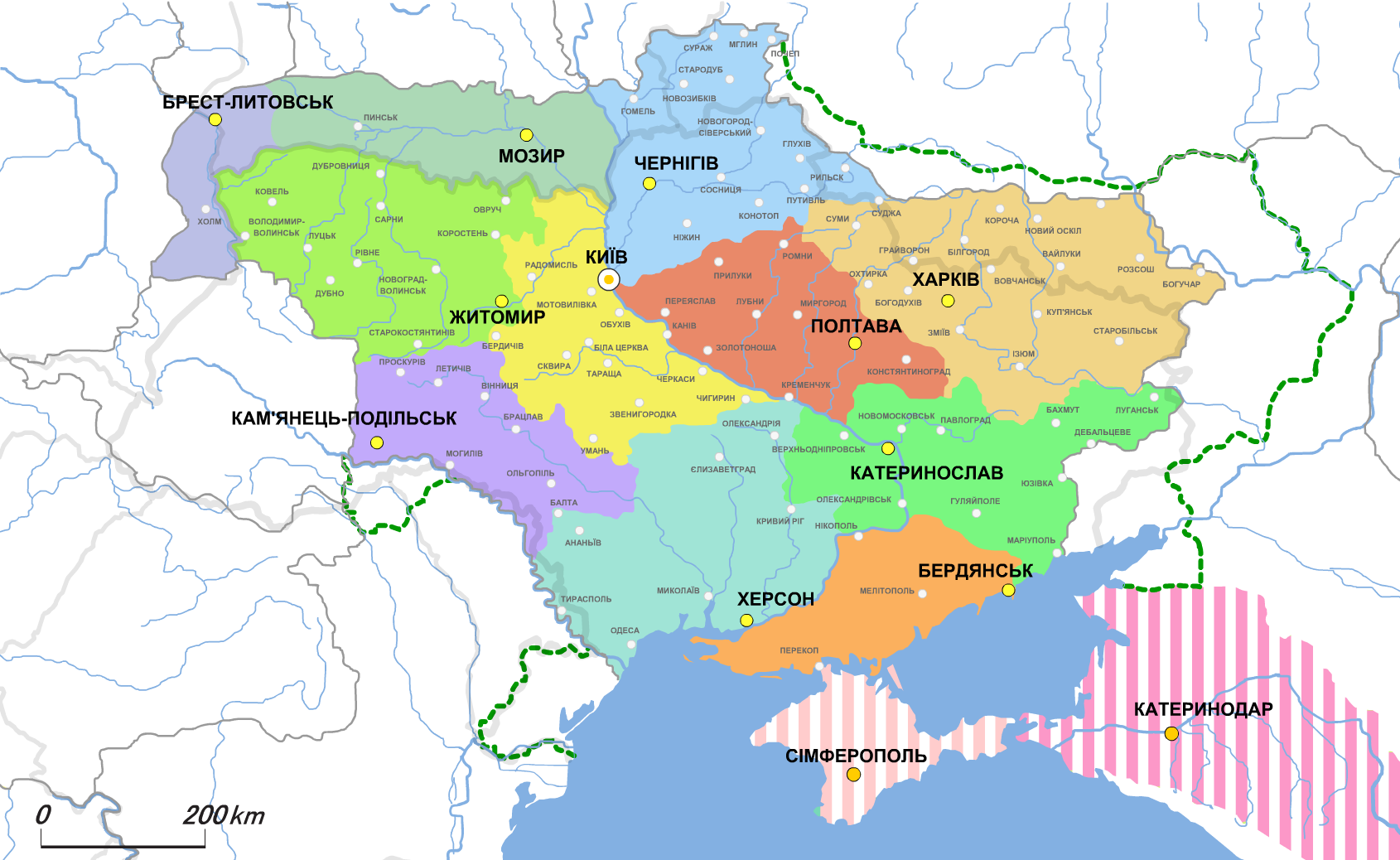
Адміністративно-територіальний устрій Української Держави
Подільська губернія

У травні 1917 р. губернським комісаром Поділля був призначений Микола Стаховський.
З проголошенням незалежності Української Народної Республіки 9(22) січня 1918 року Подільська губернія увійшла до складу незалежної України; губернським комісаром (губернатором) Поділля тоді був Григорій Степура; 11 березня 1918 року його змінив В.Дудич. Після гетьманського перевороту 29-30 квітня 1918 року губернатором (губернським старостою) гетьман Скоропадський призначив Сергія Кісєльова. Губернія мала бути складеною з 16 повітів. До вже існуючих 12 повітів заплановано було долучити 4 повіти Бессарабської губернії: Хотинський, Сороцький, Оргіївський та Більцівський повіти.
У листопаді — грудні 1918 р. в ході повстання проти гетьмана влада перейшла до Директорії УНР. Губернатором Поділля знову став Григорій Степура. В березні — квітні 1919 р. війська РСФСР в результаті свого наступу і боїв з військами УНР захопили Подільську губернію. Війська УНР частково були розбиті, частково відступили на територію ЗУНР і Бессарабії, що була вже під владою Румунії. 17 квітня 1919 р. російські більшовицькі війська захопили м. Кам'янець-Подільський.
Але наприкінці травня — на початку червня 1919 р. війська УНР, які на той час опинились під загрозою цілковитого знищення з боку військ Польщі і Радянської Росії, перейшли в рішучий контрнаступ з Кременецького повіту Волині і східних районів ЗУНР. Протягом червня — початку липня 1919 р. західні повіти Поділля були звільнені українськими військами від червоних росіян. В Кам'янець-Подільський з території ЗУНР переїхав уряд і Директорія УНР на чолі з С. Петлюрою. У червні — липні 1919 р. губернатором Поділля від УНР був М. Куриленко. Однак у липні 1919 ситуація на фронті різко загострилася, війська РСФСР перейшли в наступ на контрольовану УНР територію. Становище було врятоване тим, що 16-17 липня через р.Збруч в Кам'янець-Подільський повіт губернії відступили зі своєї власної території Галичини війська (УГА) і уряд ЗУНР під тиском військ Польщі. А оскільки УНР і ЗУНР були союзниками і формально навіть об'єдналися 22 січня 1919 р. в одну державу, то сили незалежної України подвоїлися. Наприкінці липня 1919 р. об'єднані війська УНР і ЗУНР перейшли в рішучий наступ проти РСЧА. На кінець серпня — початок вересня 1919 практично вся територія Подільської губернії була визволена від російських більшовиків.
Але вже у вересні 1919 нависла інша загроза — з боку Добровольчої армії генерала Денікіна, що наступали з півдня і сходу проти Червоної армії. Керівництво УНР намагалось домовитися з Денікіним, оскільки в обох був спільний ворог — більшовики. УНР просила країни Антанти — Францію, В.Британію, США та інших вплинути на російських білогвардійців, щоб вони не воювали проти українців. Та все було марно. Жодна з великих держав не стала на захист української держави. Наприкінці вересня 1919 р. Добровольча армія за наказом Денікіна розпочала активні воєнні дії проти армії УНР і УГА. Під час жорстоких і героїчних боїв у вересні — жовтні — листопаді 1919 війська УНР і ЗУНР зазнали поразки від білогвардійців. Армія УНР відійшла в район міст Старокостянтинова і Любара на півдні Волині, а УГА уклала в умовах епідемії тифу сепаратне перемир'я з Денікіним. Західні райони губернії з містом Кам'янцем уряд УНР добровільно віддав під окупацію військами Польщі, щоб вони не дістались росіянам.
В січні — лютому 1920 р. війська РСФСР, які розгромили денікінців, знову захопили більшу частину Подільської губернії. УГА перейшла на бік більшовиків, знову ж таки бажаючи у такий спосіб фізично вціліти. На заході губернії встановився фронт між військами Польщі і Радянської Росії на захід від Вінниці, Жмеринки, Могилева-Подільського. На виконання умов Варшавського договору між С. Петлюрою і Польщею 25 квітня 1920 р. війська Польщі і 2 дивізії УНР перейшли у наступ проти військ РСФСР. У цей час вже більша частина губернії опинилась під контролем військ Польщі і УНР. Але у червні 1920 р. набагато чисельніша РСЧА перейшла в контрнаступ. В липні війська Польщі і УНР були відкинуті більшовиками за р. Збруч.
У вересні 1920 р. під час контрнаступу війська УНР і Польщі звільнили від більшовиків західні повіти Поділля, в Кам'янець знову переїхав уряд УНР. Але Польща більше не хотіла і не могла воювати з Росією і жертвувати життям своїх людей, тому уклала перемир'я з РСФСР. Російські більшовики скористались цим і протягом 10-21 листопада розбили війська УНР і вийшли на новий кордон з Польщею по р. Збруч.

### Подільська губернія у складі Української СРР (1920—1925)

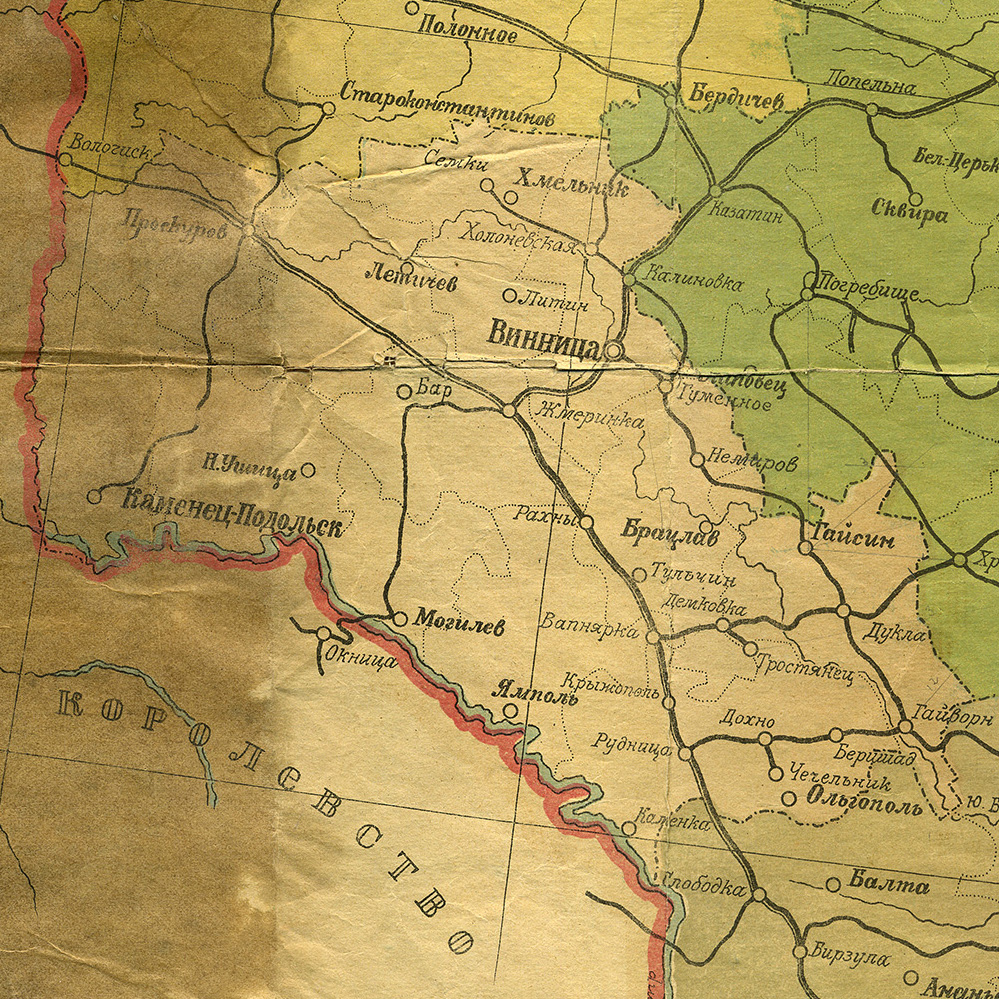
Карта Подільської губернії, 1921
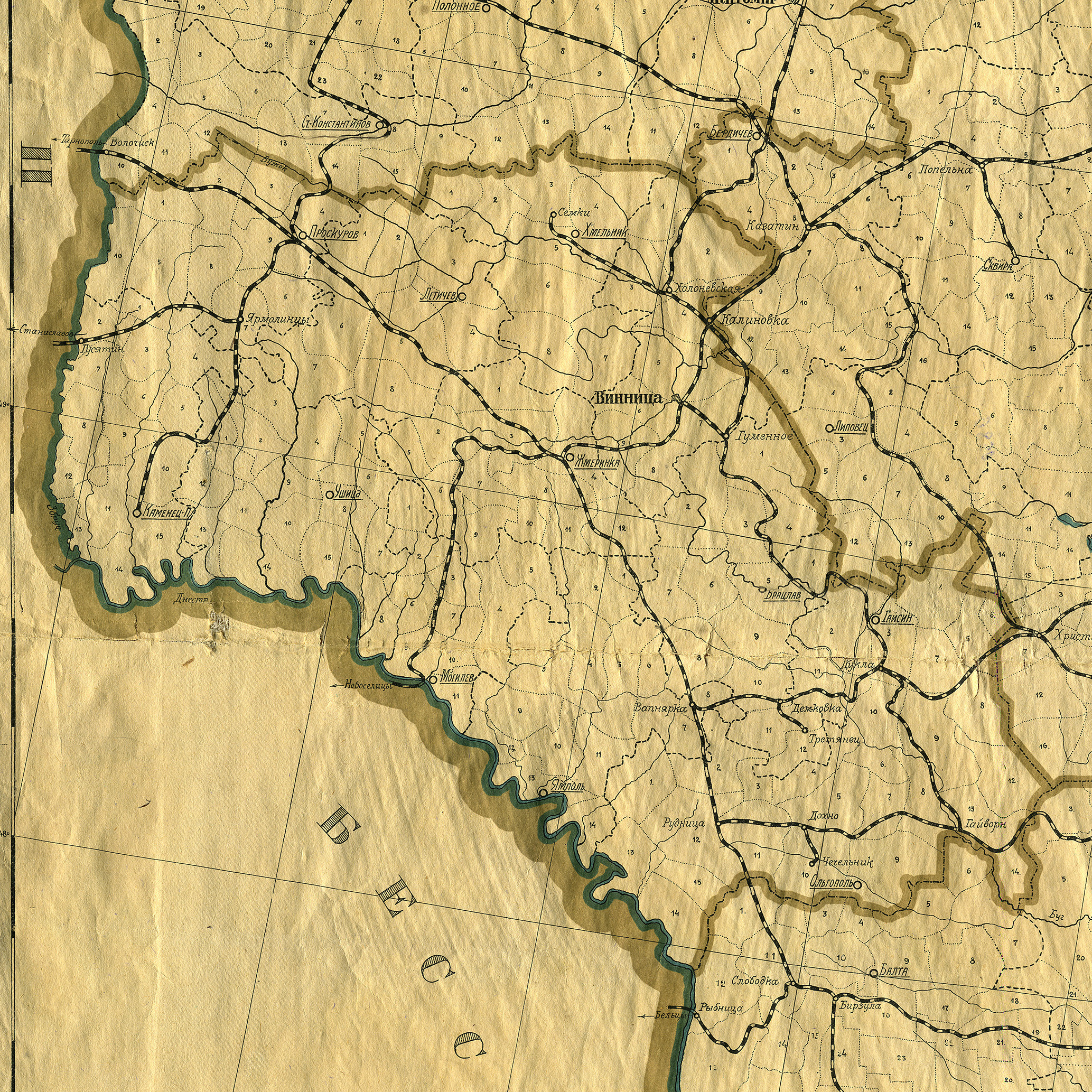
Карта Подільської губернії, 1921
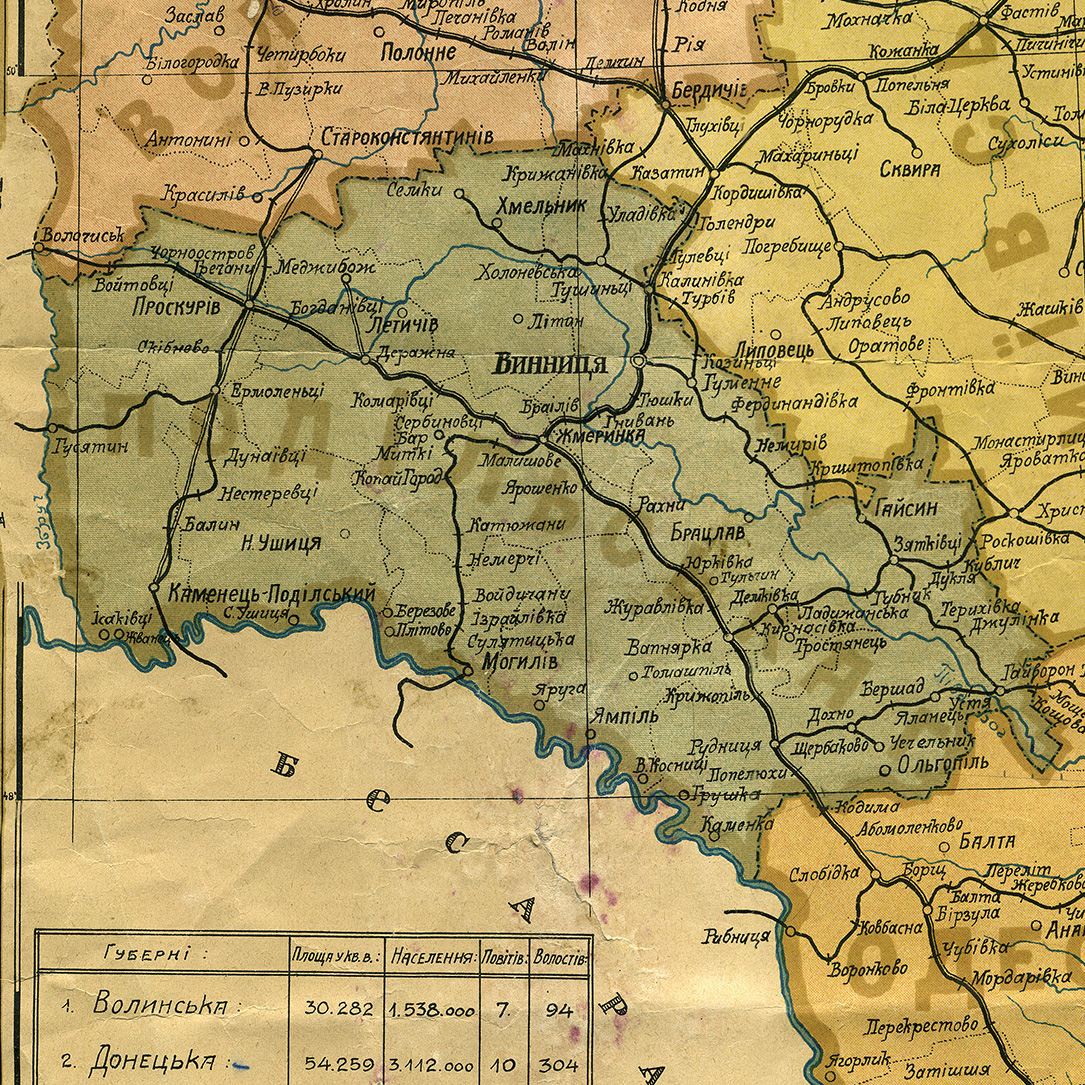
Карта Подільської губернії, 1922
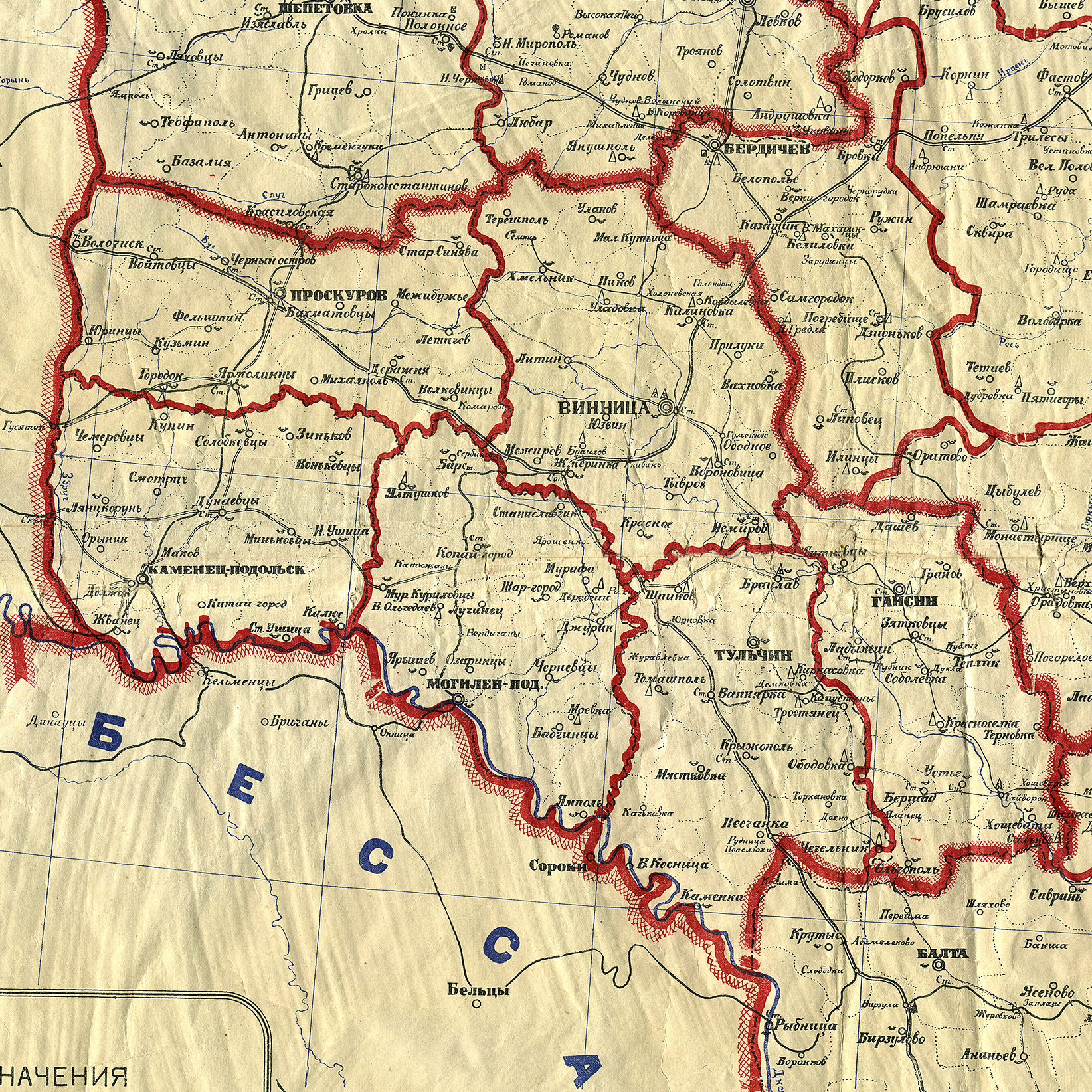
Карта Подільської губернії, 1923
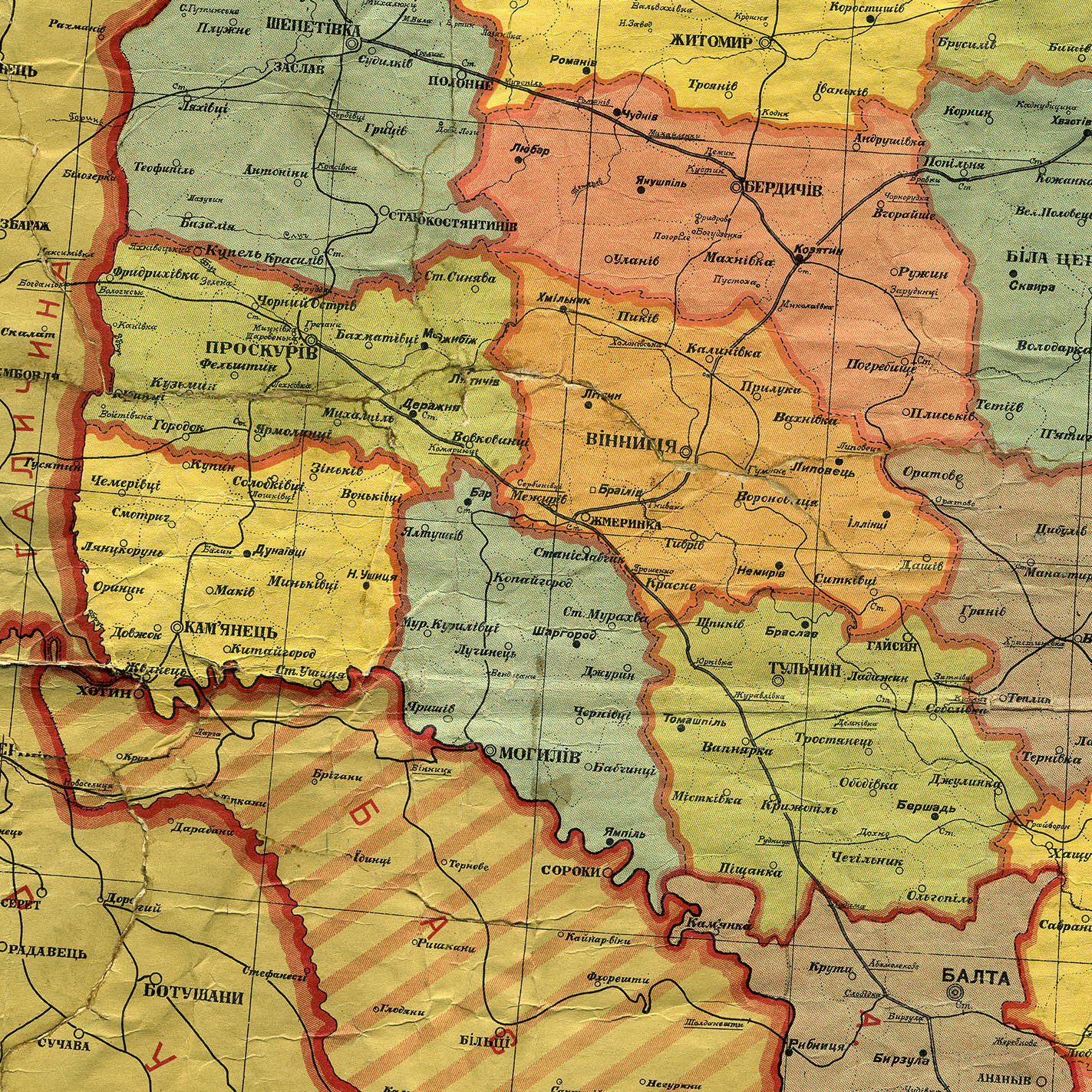
Територія колишньої Подільської губернії, адміністративні межі станом на 1 жовтня 1925
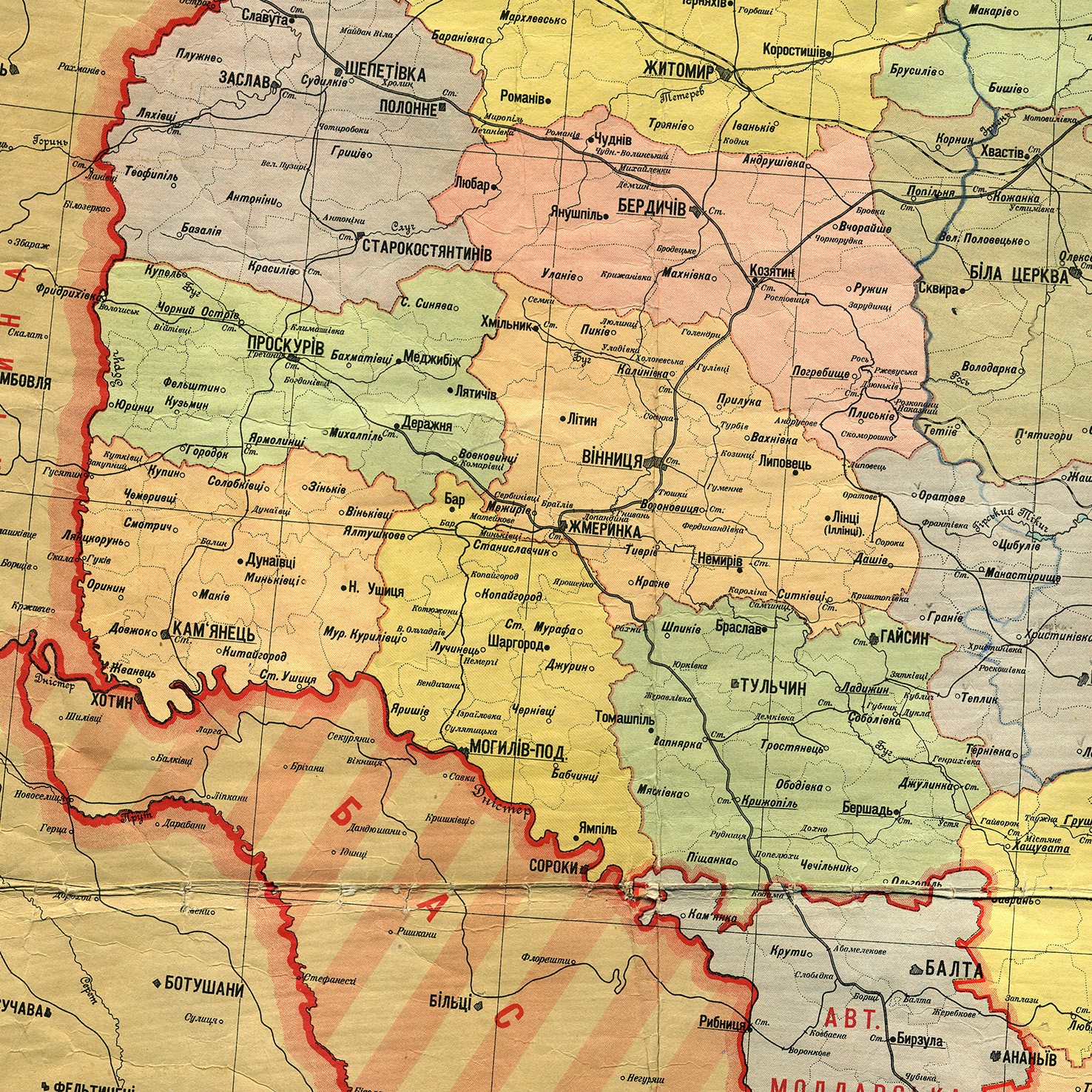
Територія колишньої Подільської губернії, адміністративні межі станом на 1 березня 1927

- Карти Подольской губернии [Архівовано 9 липня 2021 у Wayback Machine.]

## Керівники губернії в 1919—1925 роках

### Голови губернського революційного комітету і губернського виконавчого комітету
- Тарногродський Микола Павлович (1919—.08.1919)
- Полянін К. (6.01.1920—.02.1920)
- Козицький Микола Григорович (24.02.1920—.10.1920)
- Тарногродський Микола Павлович (.10.1920—.01.1921)
- Чайка В. К. в. о. (.01.1921—.01.1921)
- Тарногродський Микола Павлович (.01.1921—15.07.1921)
- Порайко Василь Іванович (15.07.1921—.04.1923)
- Ракітов Григорій Давидович в.о. (.04.1923—1923)
- Ремейко Олександр Георгійович (.09.1923—.06.1924)
- Слинько Іван Федотович (24.07.1924—.07.1925)

### Голови губернського комітетуКП(б)У
- Тарногродський Микола Павлович (1919—.08.1919)
- Хвиля Андрій Ананійович (2.01.1920—1920)

### Відповідальні секретарі губернського комітетуКП(б)У
- Міллер І. М. (.12.1920—.01.1921)
- Снєгов Олексій Володимирович (.01.1921—.04.1921)
- Денис (Старосвєтський Лев Борисович) (.04.1921—.11.1922)
- Доброхотов Микола Федорович (.11.1922—.08.1923)
- Баришев Микола Іванович тво. (.08.1923—.04.1924)
- Леплевський Ізраїль Мойсейович (1923—1924)
- Маркітан Павло Пилипович (.04.1924—.05.1925)
- Новиков Андрій Йосипович (.05.1925—17.06.1925)

## Населення

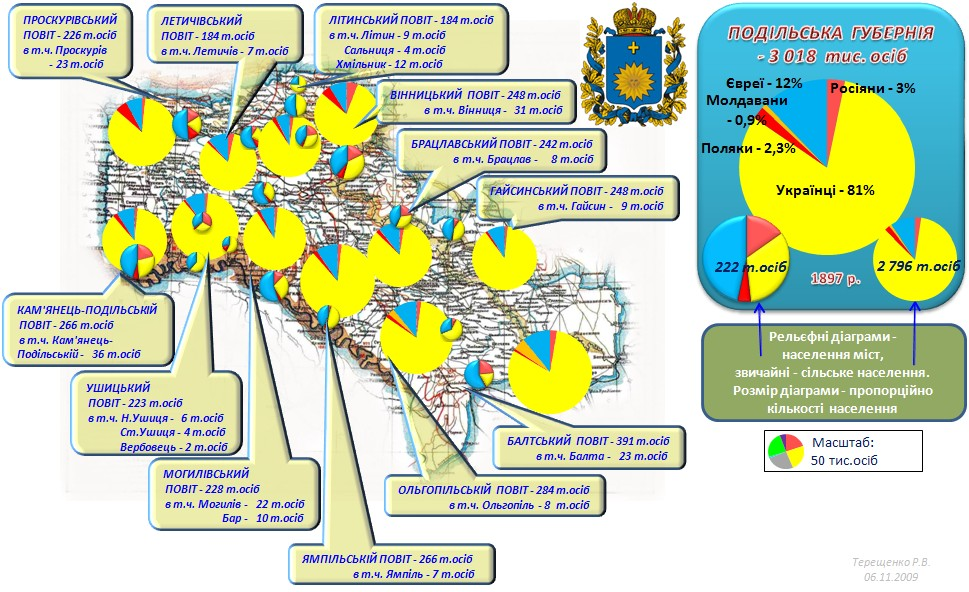
Мовний склад населення Подільської губернії за переписом 1897 року

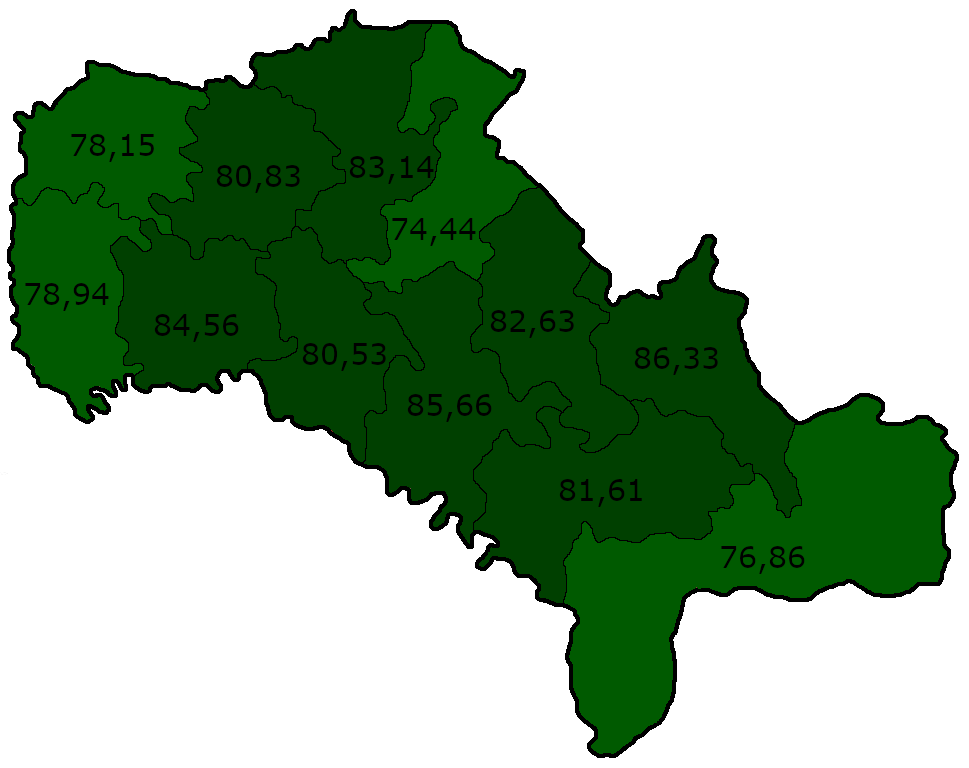
Частка українськомовного населення в повітах Подільської губернії за даними перепису населення 1897 року

Рідна мова населення (перепис 1897 року) :
- українська — 2 442 819 — 80,93 %
- єврейська — 369 306 — 12,24 %
- російська — 98 984 — 3,28 %
- польська — 69 156 — 2,29 %
- молдовська — 26 764 — 0,89 %
- німецька — 4069 — 0,13 %
- татарська — 2296 — 0,08 %
- башкирська — 1113 — 0,04 %
- чеська — 886 — 0,03 %
- інші — 2906 — 0,1 %
- всього — 3 018 299

Густота населення, за даними перепису 1897 року, становила 82,1 жит. на кв. версту. За густотою населення Подільська губернія посідала друге після Московської губернії місце в Європейській Росії (не рахуючи губерній Царства Польського). Найнаселенішим був Кам'янецький повіт — 105 жит. на кв.в., найменше Балтський — 52,5 на 1 кв. в.
Кількість поселень в губернії — 7207, зокрема 17 міст і 120 містечок. У 1872 р. всього населення було 1 954 627 жителів, а за переписом 1897 року — 3 031 513 (1 516 760 чоловік і 1 514 753 жінок.), що становило близько 2 % щорічного приросту.
У 17 містах за переписом 1897 р. проживало 221 870 осіб, або 7,4 % населення губернії
У 1666 селах, 150 крупніших селищах та хуторах у 1897 р. мешкало 2 796 429 жителів, або 92,6 % населення губернії.
За суспільними станами населення у 1895 р. розподілялося так:
- дворяни — 26 208
- духовного звання — 468
- міщани 511 273
- спадкові почесні громадяни — 4384
- особисті почесні громадяни — 5329
- купці — 5590
- селяни — 2 037 754
- євреї-землевласники — 13 951
- відставні нижні чини і їх сімейства — 176 709
- іноземці і ін. — 9986

| Розподіл населення в містах губернії за мовою (перепис 1897 року) | Розподіл населення в містах губернії за мовою (перепис 1897 року) | Розподіл населення в містах губернії за мовою (перепис 1897 року) | Розподіл населення в містах губернії за мовою (перепис 1897 року) | Розподіл населення в містах губернії за мовою (перепис 1897 року) | Розподіл населення в містах губернії за мовою (перепис 1897 року) | Розподіл населення в містах губернії за мовою (перепис 1897 року) |
| Місто                                                             | Українська                                                        | Російська                                                         | Єврейська                                                         | Польська                                                          | Німецька                                                          | Інша                                                              |
| ----------------------------------------------------------------- | ----------------------------------------------------------------- | ----------------------------------------------------------------- | ----------------------------------------------------------------- | ----------------------------------------------------------------- | ----------------------------------------------------------------- | ----------------------------------------------------------------- |
| Кам'янець-Подільський                                             | 27,1%                                                             | 20,6%                                                             | 44,8%                                                             | 6,0%                                                              | 0,3%                                                              | 1,5%                                                              |
| Балта                                                             | 17,7%                                                             | 23,0%                                                             | 56,3%                                                             | 1,3%                                                              | 0,1%                                                              | 1,6%                                                              |
| Брацлав                                                           | 33,2%                                                             | 22,7%                                                             | 41,7%                                                             | 1,5%                                                              | 0,3%                                                              | 0,6%                                                              |
| Вінниця                                                           | 35,5%                                                             | 17,0%                                                             | 37,5%                                                             | 7,1%                                                              | 0,4%                                                              | 2,5%                                                              |
| Гайсин                                                            | 42,1%                                                             | 9,4%                                                              | 46,1%                                                             | 1,8%                                                              | 0,1%                                                              | 0,5%                                                              |
| Летичів                                                           | 23,7%                                                             | 9,0%                                                              | 56,6%                                                             | 10,2%                                                             |                                                                   | 0,5%                                                              |
| Літин                                                             | 32,3%                                                             | 22,6%                                                             | 40,6%                                                             | 3,8%                                                              |                                                                   | 0,7%                                                              |
| Сальниця                                                          | 74,6%                                                             | 0,4%                                                              | 24,3%                                                             | 0,5%                                                              | 0,1%                                                              | 0,1%                                                              |
| Хмільник                                                          | 46,1%                                                             | 1,3%                                                              | 51,3%                                                             | 1,3%                                                              |                                                                   |                                                                   |
| Могилів-Подільський                                               | 29,2%                                                             | 12,0%                                                             | 54,6%                                                             | 3,1%                                                              | 0,3%                                                              | 0,8%                                                              |
| Бар                                                               | 33,4%                                                             | 4,9%                                                              | 57,7%                                                             | 3,8%                                                              |                                                                   | 0,2%                                                              |
| Ольгопіль                                                         | 59,5%                                                             | 7,7%                                                              | 30,3%                                                             | 0,8%                                                              |                                                                   | 1,7%                                                              |
| Проскурів                                                         | 19,4%                                                             | 15,2%                                                             | 49,7%                                                             | 12,4%                                                             | 0,3%                                                              | 3,0%                                                              |
| Нова Ушиця                                                        | 28,8%                                                             | 33,3%                                                             | 34,8%                                                             | 2,8%                                                              | 0,2%                                                              | 0,1%                                                              |
| Стара Ушиця                                                       | 59,6%                                                             | 1,1%                                                              | 37,9%                                                             | 1,4%                                                              |                                                                   |                                                                   |
| Вербовець                                                         | 55,5%                                                             | 1,6%                                                              | 28,6%                                                             | 14,1%                                                             |                                                                   | 0,2%                                                              |
| Ямпіль                                                            | 49,7%                                                             | 4,2%                                                              | 42,7%                                                             | 2,5%                                                              | 0,3%                                                              | 0,6%                                                              |

За працею російського військового статистика Олександра Ріттіха «Племенной состав контингентов русской армии и мужского населения Европейской России» 1875 року частка українців серед чоловіків призового віку Подільської губернії становила 80,88 %, євреїв — 12,35 %, поляків — 5,36 %, молдован (румунів) - 0,6%, росіян — 0,44 %, мазурів - 0,25%, німців — 0,05 %, чехів - 0,04%.

## Релігія

«Мапа народонаселення Подільської губернії за віросповіданнями» Олександра Ріттіха, 1864 рік

Релігійний склад населення (перепис 1897 року) :
- православні — 2 358 497 (78,14 %)
- юдеї — 370 612 (12,28 %)
- римо-католики — 262 738 (8,7 %)
- старообрядці — 18 849 (0,62 %)
- протестанти — 3876 (0,13 %)
- мусульмани — 3460 (0,11 %)
- інші — 267 (0,01 %)
- Православних церков — 1645, 7 чоловічих і 4 жіночих монастиря
- Синагог — 89, єврейських молитовних будинків — 431
- Римсько-католицьких костьолів і каплиць — 202
- Лютеранських церков — 4
- Мечеть — 1

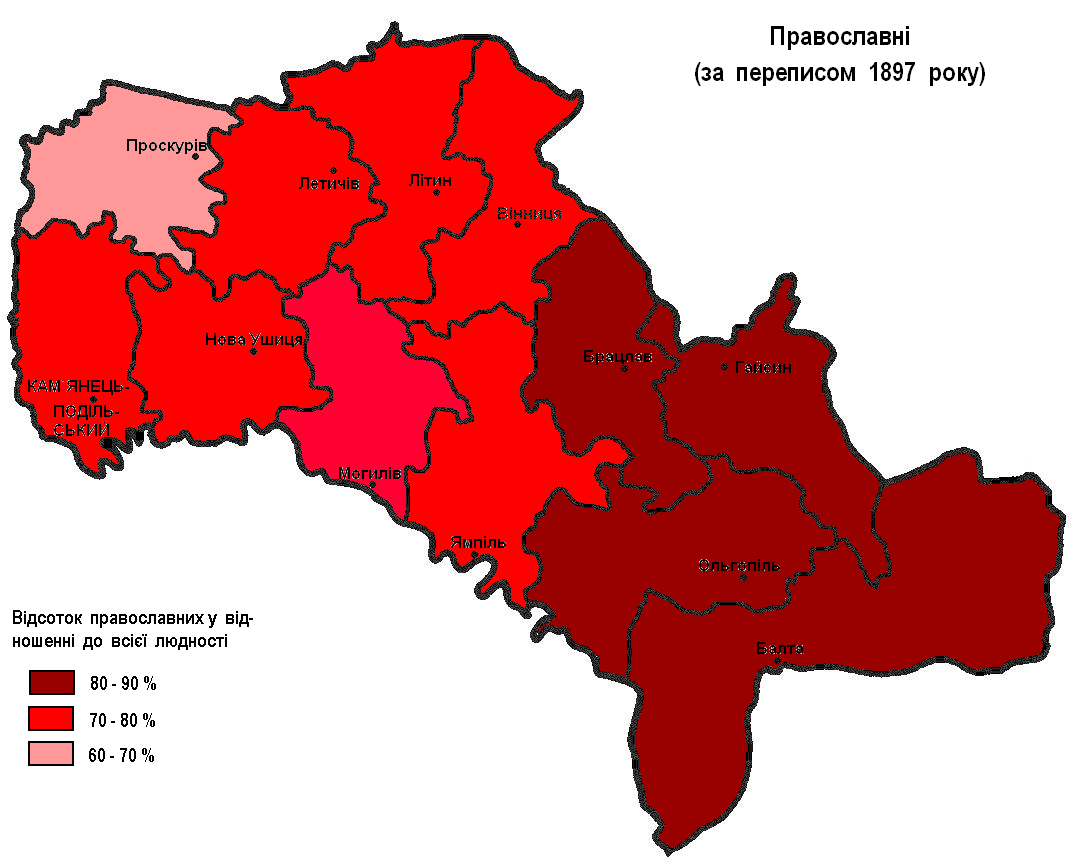
Православні в Подільській губ.

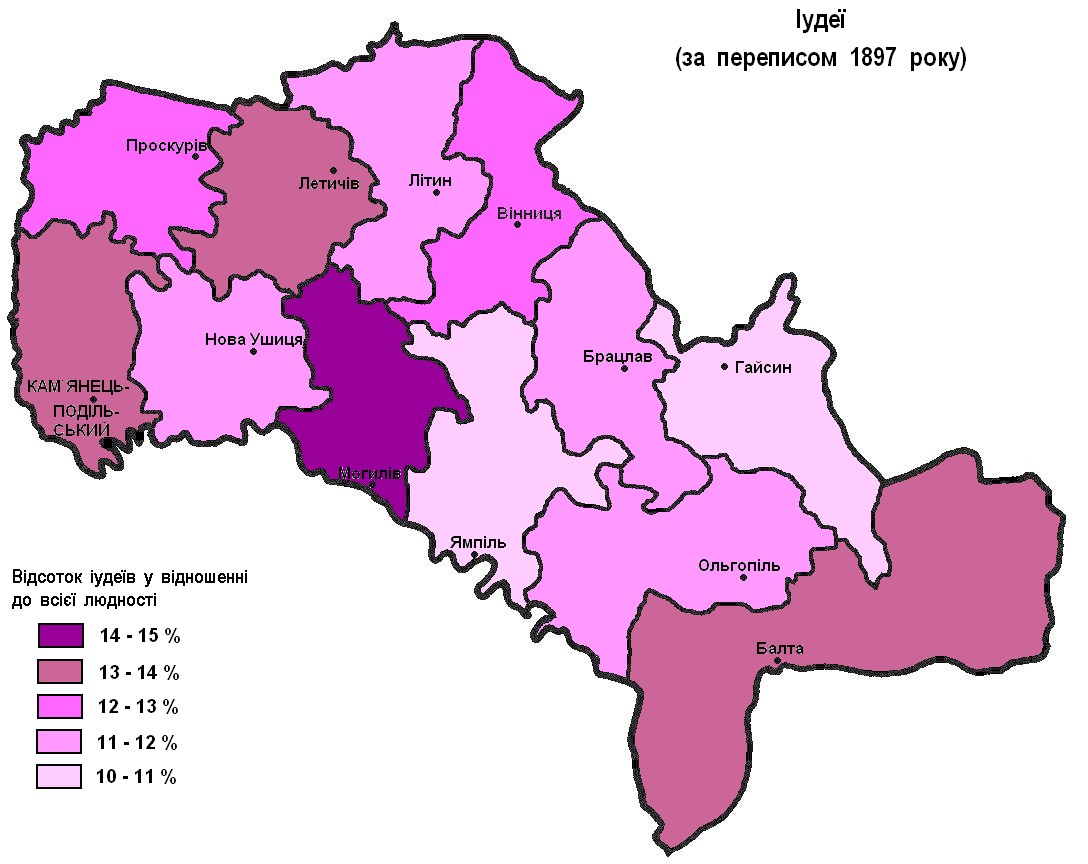
Юдеї в Подільській губ.

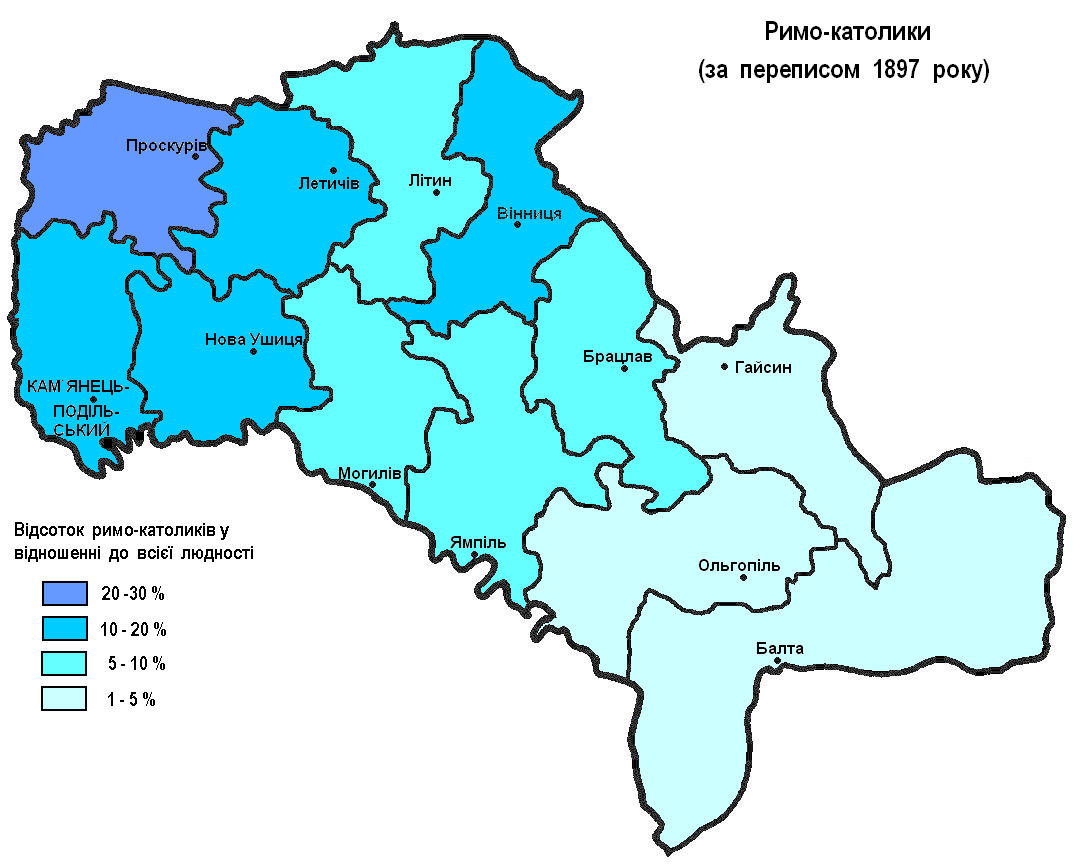
Римо-католики в Подільській губ.

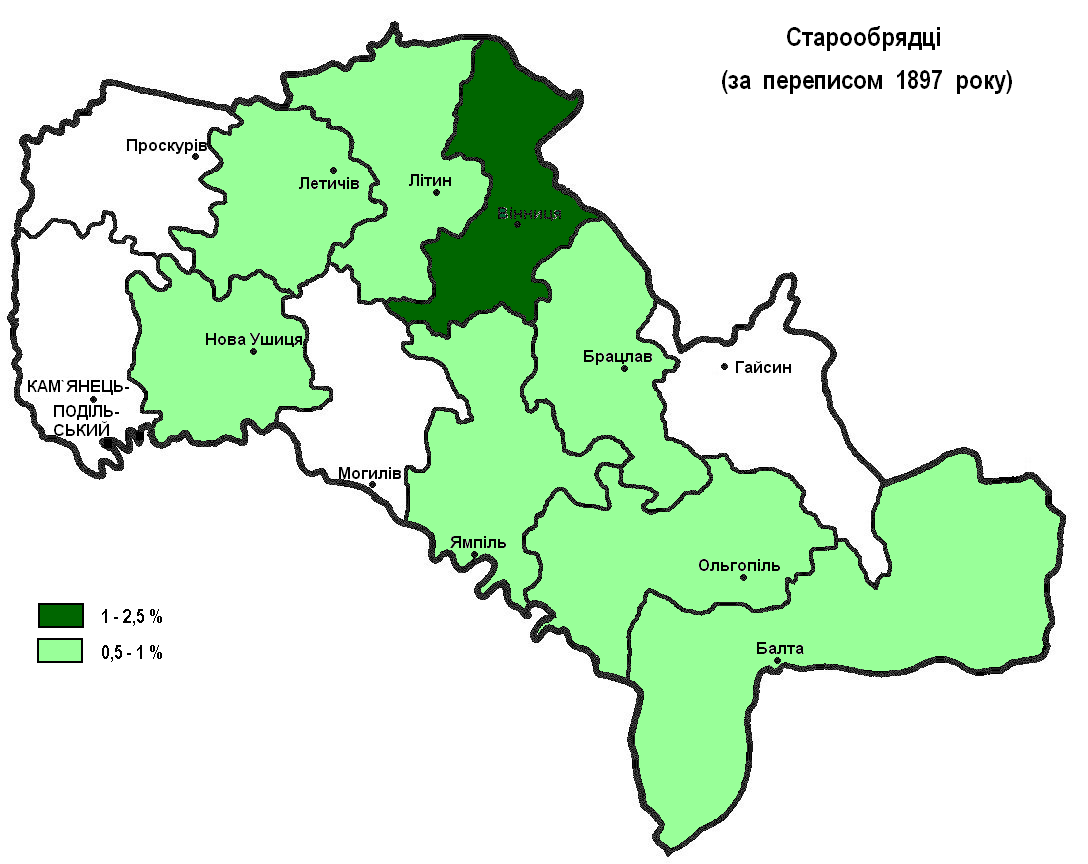
Старообрядці в Подільській губ.

Найбільші громади юдеїв (за переписом 1897 р.):
| Населений пункт       | Повіт          | Всього | Юдеї   | %     |
| --------------------- | -------------- | ------ | ------ | ----- |
| Кам'янець-Подільський | Кам'янецький   | 35 934 | 16 221 | 45,14 |
| Балта                 | Балтський      | 23 363 | 13 235 | 56,65 |
| Могилів-Подільський   | Могилівський   | 22 315 | 12 344 | 55,32 |
| Вінниця               | Вінницький     | 30 563 | 11 689 | 38,25 |
| Проскурів             | Проскурівський | 22 855 | 11 411 | 49,93 |
| Тульчин               | Брацлавський   | 16 245 | 10 055 | 61,90 |
| Бершадь               | Ольгопільський | 8885   | 6608   | 74,37 |
| Меджибіж              | Летичівський   | 8164   | 6040   | 73,98 |
| Хмільник              | Літинський     | 11 657 | 5977   | 51,27 |
| Богопіль              | Балтський      | 7226   | 5909   | 81,77 |
| Бар                   | Могилівський   | 9982   | 5773   | 57,83 |
| Криве Озеро           | Балтський      | 7836   | 5478   | 69,91 |
| Немирів               | Брацлавський   | 8920   | 5287   | 59,27 |
| Дунаївці              | Ушицький       | 7849   | 5198   | 66,22 |

Найбільшою чисельність римо-католиків була в таких населених пунктах (за переписом 1897):
| Населений пункт             | Повіт          | Всього | Римо-католики | В%    |
| --------------------------- | -------------- | ------ | ------------- | ----- |
| Городок                     | Кам'янецький   | 8848   | 4288          | 48,46 |
| Кам'янець-Подільський       | Кам'янецький   | 35 934 | 4211          | 11,72 |
| Чернівці                    | Ямпільський    | 8994   | 3305          | 36,75 |
| Проскурів                   | Проскурівський | 22 855 | 3201          | 14,01 |
| Вінниця                     | Вінницький     | 30 563 | 2629          | 8,60  |
| Гречани                     | Проскурівський | 2185   | 2151          | 98,44 |
| Жмеринка                    | Вінницький     | 13 944 | 1638          | 11,75 |
| Шаровечка                   | Проскурівський | 1381   | 1368          | 99,06 |
| Бар                         | Могилівський   | 9982   | 1332          | 13,34 |
| Шостаківка тепер (Шаргород) | Могилівський   | 1348   | 1233          | 91,47 |
| Мацьківці                   | Проскурівський | 1168   | 1161          | 99,40 |
| Оринин                      | Кам'янецький   | 5727   | 1061          | 18,53 |
| Маниківці                   | Летичівський   | 1167   | 1007          | 86,29 |

Розселення старообрядців в Подільській губернії (за переписом 1897 року):
| Населений пункт      | Повіт          | Всього | Старообрядці | У %   |
| -------------------- | -------------- | ------ | ------------ | ----- |
| Балта                | Балтський      | 23 363 | 1804         | 7,72  |
| Брацлав              | Брацлавський   | 7863   | 1144         | 14,55 |
| Перепеличчя          | Брацлавський   | 953    | 129          | 13,54 |
| Шура Копіївська      | Брацлавський   | 2315   | 964          | 41,64 |
| Борсків              | Вінницький     | 1934   | 1927         | 99,64 |
| Вінниця              | Вінницький     | 30 563 | 562          | 1,84  |
| Жуківці              | Вінницький     | 1764   | 1014         | 57,48 |
| Курники з Атаками    | Вінницький     | 700    | 401          | 57,29 |
| Людавка              | Вінницький     | 1600   | 819          | 51,19 |
| Гайсин               | Гайсинський    | 9374   | 264          | 2,82  |
| Женишківці           | Летичівський   | 2504   | 238          | 9,50  |
| Петраші              | Летичівський   | 2534   | 1282         | 50,59 |
| Літин                | Літинський     | 9420   | 534          | 5,67  |
| Слобода-Чернятинська | Літинський     | 713    | 706          | 99,02 |
| Бар                  | Могилівський   | 9982   | 233          | 2,33  |
| Куренівка            | Ольгопільський | 1375   | 322          | 23,42 |
| Пилипонівка          | Ольгопільський | 1466   | 1332         | 90,86 |
| Пилипи-Хребтіївські  | Ушицький       | 1122   | 784          | 69,88 |
| Ставчани             | Ушицький       | 950    | 168          | 17,68 |
| Бушинка              | Ямпільський    | 1104   | 340          | 30,80 |
| Краснянка            | Ямпільський    | 616    | 143          | 23,21 |
| Пилипи-Борівські     | Ямпільський    | 1011   | 961          | 95,05 |
| Юхимівка             | Ямпільський    | 1435   | 166          | 11,57 |

## Господарство
Головне заняття жителів — сільське господарство. Ремеслами в 1895 році займалося 69 399 людей. За даними 1886, кустарними промислами займалося більше 6 тис. чоловік. У Проскурівському, Ольгопольському і Балтському повітах селяни деяких сіл займалися шиттям кожухів і кожушків, виробом овчин і шкіри і шиттям чобіт. У Вінницькому, Летичівському і Ольгопольському повітах існувало гончарне виробництво, в останньому — також вироблялися дерев'яні вироби; у Ямпольському — тесання каменів. Всіх фабрик і заводів в 1896 р. було 5 171, з 28 501 робітниками.
У губернії на межі з Австрією були 2 митниці — Гусятинська та Ісаковецька, Гуківська застава і Сатановський перехідний пункт.
Залізниць було 565 км, поштових доріг — близько 12 тис.км, поштових станцій — 50, з 715 кіньми. Ґрунтових доріг — 3 307 км.
Землевласники розводили головно яблука, груші і сливи, місцями і «волоські горіхи»; вишні і черешні стояли на другому плані; нерідкі персики і абрикоси; айва зустрічалися переважно в Балтському повіті. У селян переважали сливи і вишні. З ягід землевласники розводили полуницю, малину, смородину, аґрус. Кизил росте в дикому вигляді на південних кам'янистих схилах і стрімчастих берегах річок і струмків басейну Дністра. Дико ростуть також барбарис і терен. Виноград розводився головно в прибережній смузі Дністра. Виноробство існувало в Ольгопільському, Балтському, Ямпільському і Новоушицькому повітах.